# Martin Quinn (accordeonist)
Martin Quinn is een Iers accordeonist. Hij is een traditionele bespeler van de diatonische accordeon. 
Quinn komt uit County Armagh. Hij begon met het bespelen van de diatonische accordeon in 1981 en ontwikkelde een speciale stijl. In 1996 ontving Martin het TTCT-diploma van het Ierse ministerie van Onderwijs en van Comhaltas Ceoltóirí Eireann voor het lesgeven op dit instrument.
Als beroeps begon Martin in 1994. Sinds die tijd toert hij door Europa en de Verenigde Staten met verschillende groepen, waaronder Lá Lugh. Hij is ook te horen op Paul Bradley's soloalbum The Atlantic Roar en op Josephine Keegans dubbel-cd Lifeswork. Naast optredens is Quinn werkzaam als stemmer en reparateur van accordeons en accordeonleraar.
Quinn stamt uit een muzikaal gezin. Hij en zijn partner Angelina Carberry produceerden samen de cd Martin Quinn & Angelina Carherry.